# Escola Superior de Comerç i Distribució
L'Escola Superior de Comerç i Distribució és una fundació creada l'any 2000, dedicada a la formació i a la investigació del sector del comerç, amb seu a Terrassa i Barcelona. Realitza estudis i informes per a institucions i empreses sobre tendències de consum, estudis de mercat o econòmics relacionats amb el comerç. La seva directora és Núria Bertran, economista.
A nivell organitzatiu, el seu patronat està integrat per l'Ajuntament de Terrassa, el Departament de Comerç de la Generalitat de Catalunya i la Cambra Oficial de Comerç i Indústria de Terrassa. És un centre adscrit a la Universitat de Barcelona.